# Chlorid titanatý
Chlorid titanatý (TiCl2) je anorganická sloučenina, která obsahuje titan v oxidačním čísle II, tedy v nejmenším oxidačním čísle, v jakém se titan vyskytuje ve sloučeninách. Tato černá krystalická látka byla zatím poměrně málo prozkoumána kvůli své vysoké reaktivitě. Je to také silné redukční činidlo: má vysokou afinitu ke kyslíku a s vodou reaguje za vzniku vodíku.

## Příprava
Obvyklá příprava chloridu titanatého spočívá v tepelné disproporcionaci chloridu titanitého:
2 TiCl3 → TiCl2 + TiCl4
Odpovídající reakce se také používá pro rozklad chloridu vanaditého na chlorid vanadnatý a vanadičitý.

## Struktura
TiCl2 krystalizuje ve vrstevnaté struktuře stejně jako jodid kademnatý.